# 野尻佳孝
野尻 佳孝（のじり よしたか、1972年〈昭和47年〉6月4日 - ）は、日本の実業家。株式会社テイクアンドギヴ・ニーズ代表取締役会長。株式会社TRUNK代表取締役社長。妻はモデルの田波涼子。

## 経歴

### 概略
東京都出身。明治大学付属中野中学校・高等学校、明治大学政治経済学部卒業後、住友海上火災保険株式会社入社。約200社のベンチャー経営者に会い、起業のネタを探す。以上は自伝「史上最短で東証二部に上場する方法」（アメーバブックス）より。1998年（平成10年）10月、結婚式関連事業などを行う株式会社テイクアンドギヴ・ニーズを学生時代の仲間とともに起業。2001年（平成13年）、ナスダック・ジャパン（現・ジャスダック）に当時史上最年少で上場し、2006年（平成18年）より東京証券取引所市場第1部指定へ。2010年（平成22年）同社代表取締役会長に就任。2016年慶應義塾大学大学院政策・メディア研究科入学。2016年（平成28年）株式会社TRUNKを設立、代表取締役社長に就任。同年4月、日本で初めて「SOCIALIZING」をコンセプトに持つブティックホテル「TRUNK(HOTEL)」を渋谷区神宮前に開業。2018年4月より明治大学経営学部の教授として教鞭をとる。2022年9月に一般社団法人「未来ウエディングJAPAN」を発足し、代表理事会長に就任。

### 過去
中学生の頃より、「渋カジ」トレンドを作るなど、東京カルチャーの中心で過ごす。高校、大学ではラグビー部に所属。全国高等学校ラグビーフットボール大会（通称「花園」）への出場や、大学日本一を経験。大学卒業後に就職した住友海上保険を経て、1998年に独立。テイクアンドギヴ・ニーズを起業した。日本にハウスウェディングの市場を作り、創業8年目で東証一部指定。

### 現在
2017年に株式会社TRUNKを設立。TRUNK(HOTEL)を東京渋谷に開業。同ホテルは日本のみならず海外からも注目を集めるブティックホテルとして運営されている。

## 略歴
- 1995年（平成7年） - 明治大学卒業、住友海上火災保険（現・三井住友海上火災保険）入社[2]。
- 1998年（平成10年）10月19日 - 株式会社テイクアンドギヴ・ニーズを設立、代表取締役となる[5]。
- 2001年（平成13年）12月12日 - ナスダック・ジャパン（現・ジャスダック）上場。
- 2006年（平成18年）3月1日 - 東京証券取引所市場第1部指定。
- 2010年 (平成21年) 6月 - 株式会社テイクアンドギヴ・ニーズ代表取締役会長に就任。
- 2016年（平成27年）4月 - 慶應義塾大学大学院政策・メディア研究科に入学。
- 2016年（平成29年）12月 - 株式会社TRUNKを設立、代表取締役社長となる[2]。
- 2018年（平成30年）4月 - 明治大学経営学部特別招聘教授に就任[6]。
- 2022年 (令和4年)　9月 - 一般社団法人未来ウェディングJAPANを設立、代表理事会長に就任。

## 人物
2007年4月1日にモデルの田波涼子と結婚。2011年3月2日に第1子男児、2013年4月20日に第2子女児が誕生した。

## 著書
- 史上最短で、東証二部に上場する方法。（アメーバブックス、2005年。ISBN 978-4344990074）